# الحركة الأخلاقية
تُعتبر الحركة الأخلاقية، التي يشار إليها أيضًا باسم حركة الثقافة الأخلاقية أو الحركة الإنسانية الأخلاقية أو ببساطة الثقافة الأخلاقية، حركة أخلاقية وتعليمية ودينية تُنسب عادةً إلى فيليكس أدلر (1851 – 1933). يشار عمومًا إلى المنظمات ذات المحافل المستقلة باسم «الجمعيات الأخلاقية»، لكن يمكن الإشارة إليها أيضًا «بالمجتمع الأخلاقي» أو «مجتمع الثقافة الأخلاقية» أو «المجتمع الإنساني الأخلاقي» أو غيرها من التنويعات المتعلقة بموضوع «الأخلاق».
تُعتبر الحركة الأخلاقية ثمرة التقاليد العلمانية الفضيلة في القرن التاسع عشر، وخاصة في أوروبا والولايات المتحدة. شرع بعض أتباع هذه الحركة إلى تنظيمها بشكل إنساني علماني، لكن البعض الآخر حاول وضع قواعد أخلاقية إنسانية من خلال بناء حركة أخلاقية علمانية «دينية» في نهجها بشكل لافت، من ناحية تشجيعها للبنى الرعوية والطقوس والشعائر الدينية. تشكلت هذه الحركات في الولايات المتحدة بوصفها منظمات تعليمية منفصلة (الجمعية الإنسانية الأمريكية والاتحاد الأخلاقي الأمريكي)، لكن نظيرات الاتحاد الأخلاقي الأمريكي في بريطانيا، كمجتمع ساوث بليس الأخلاقي والاتحاد الأخلاقي البريطاني، ابتعدا عمدًا عن النموذج الرعوي فأصبحا كونواي هول والرابطة البريطانية الإنسانية على الترتيب. كانت جمعية الأحد من بين الحركات الرعوية «الملحدة» اللاحقة، واستخدم فرعها في لندن كونواي هول مقرًا منذ عام 2013.
على المستوى الدولي، اشتركت مجموعات الثقافة الأخلاقية والجماعات الإنسانية العلمانية دومًا في التنظيم؛ كان الاتحاد الأخلاقي الأمريكي والاتحاد الأخلاقي البريطاني من الأعضاء المؤسسين لمنظمة هيومانيستس إنترناشيونال، التي يعكس اسمها الأصلي «الاتحاد الدولي الإنساني والأخلاقي» وحدة الحركة.
تقوم الثقافة الأخلاقية على فكرة أن احترام المبادئ الأخلاقية والعيش وفقًا لها أمر أساسي لعيش حياة هادفة ومرضية، ولبناء عالم فيه الخير للجميع. يركز ممارسو الثقافة الأخلاقية على دعم بعضهم البعض ليصبحوا أشخاصًا أفضل، وعلى فعل الخير في العالم.

## سرد تاريخي

### نبذة
كانت الحركة الأخلاقية نتاجًا عن فقدان الإيمان العام بين مثقفي العصر الفيكتوري. يمكن اعتبار مجتمع ساوث بليس الأخلاقي بشيرًا لمبادئ الحركة الأخلاقية، إذ تأسس عام 1793 باسم كنيسة ساوث بليس في ساحة فينزبري، على أطراف مدينة لندن.
في أوائل القرن التاسع عشر، بات يُعرف عن هذه الكنيسة أنها «مكانُ تجمع راديكالي». في تلك المرحلة كانت كنيسة توحيدية، ودعمت الحركات التوحيدية، مثل الكويكرز (جمعية الأصدقاء الدينية)، المساواة بين المرأة والرجل. منحت، بتوجيهِ الموقر ويليام جونسون فوكس (الذي أصبح كاهنًا مشرفًا على الرعية في عام 1817)، منبرها لناشطين مثل آنا ويلر، واحدة من النساء الرائدات في الدفاع عن النسوية في الاجتماعات العامة في إنجلترا وتحدثت في عام 1829 عن «حقوق المرأة». في العقود اللاحقة، ابتعدت الكنيسة عن الحركة التوحيدية، وغيرت اسمها بدايةً إلى جمعية ساوث بليس الدينية، ثم إلى جمعية ساوث بليس الأخلاقية (وهو الاسم الذي حملته رسميًا، على الرغم من أنها كانت تُعرف باسم كونواي هول من عام 1929) وباتت اليوم تحمل اسم جمعية كونواي هول الأخلاقية.
تأسست منظمة زمالة الحياة الجديدة عام 1883 على يد المفكر الإسكتلندي توماس ديفيدسون. كان من بين أعضاء المنظمة: الشاعران إدوارد كاربنتر وجون ديفيدسون، والناشط في مجال حقوق الحيوان هنري ستيفنز سولت، وعالم الجنس هافلوك إليس، والناشطة النسوية إديث ليس (التي تزوجت إليس فيما بعد)، والروائية أوليف شراينر وإدوارد آر. بيز.
كان هدفها «تنمية الشخصية المثالية فردًا وجماعة». أراد أتباعها تغيير المجتمع من خلال تقديم مثالٍ عن الحياة النظيفة المبسطة لكي يحتذي به الآخرون. كان ديفيدسون أحد أكبر المؤيدين لوضع فلسفةٍ منهجية حول الدين والأخلاق والإصلاح الاجتماعي.

وضع موريس آدامز ملخصًا لأهداف الجمعية في اجتماع يوم 16 نوفمبر 1883:
إننا نتحد، بإدراكنا للشرور والأخطاء التي لا بد وأنها تكتنف البشر ما دامت حياتنا الاجتماعية قائمة على الأنانية والتنافس والجهل، وبرغبتنا، قبل كل شيء، في عيش حياة قائمة على الإيثار والحب والحكمة. تتمثل غايتنا بتحقيق الحياة الرفيعة فيما بيننا، وحث الآخرين وتمكينهم من فعل الشيء نفسه. وبمقدورنا اليوم أن ننتظم في مجتمع، نطلق عليه نقابة ]زمالة[ الحياة الجديدة، لتحقيق هذه الغاية.
لم تدم هذه المنظمة وقتًا طويلًا، لكنها ولّدت الجمعية الفابية، التي انفصلت في عام 1884 عن زمالة الحياة الجديدة.

### في أمريكا
كان فيليكس أدلر في شبابه يتلقى التدريب ليكون حاخامًا مثل والده، صموئيل أدلر، حاخام إمانو إي، معبد يهودي إصلاحي في نيويورك. دراسيًا، التحق بجامعة هايدلبرغ، حيث تأثر بالفلسفة الكانطية الجديدة. كان ما لفته خاصة الأفكار الكانطية القائلة بأنه لا يمكن للمرء أن يثبت وجود الآلهة أو الخلود من عدم وجودهما وأن الأخلاق قد تنشأ بشكل مستقل عن اللاهوت.
صادفته أيضًا خلال تلك الفترة إشكاليات أخلاقية ناجمة عن استغلال المرأة والعمال. أرست هذه التجارب الإشكالية الأساس الفكري للحركة الأخلاقية. عند عودته من ألمانيا، في عام 1873، شارك رؤيته الأخلاقية مع رعية والده من خلال خطبة ألقاها أمامهم. وبسبب رد الفعل السلبي الذي أثاره، باتت الخطبةً الأولى والأخيرة كحاخام تحت التدريب. تولى عوضًا عن ذلك منصب الأستاذية في جامعة كورنيل وألقى في عام 1876 خطبةً استكمل فيها السابقة وأدت إلى تأسيس جمعية نيويورك للثقافة الأخلاقية عام 1877، فكانت الأولى من نوعها. بحلول عام 1886، ظهرت جمعيات مماثلة في فيلادلفيا وشيكاغو وسانت لويس.
اعتمدت هذه الجمعيات بيان المبادئ ذاته:
- الاعتقاد بأن الأخلاق مستقلة عن اللاهوت؛
- التأكيد على ظهور مشاكل أخلاقية جديدة في المجتمع الصناعي الحديث، لم تعالجها ديانات العالم على نحو ملائم وواف؛
- وجوب المشاركة في العمل الخيري بهدف النهوض بالأخلاق؛
- الإيمان بأن الإصلاح الذاتي يجب أن يتماشى مع الإصلاح الاجتماعي؛
- تأسيس حكم جمهوري وليس ملكي على المجتمعات الأخلاقية
- الاتفاق على أن تعليم الشباب هو الهدف الأهم.

عمليًا، استجابت الحركة للأزمة الدينية في ذلك الوقت بالاستعاضة عن اللاهوت بالأخلاق المحضة. هدفت إلى «فصل الأفكار الأخلاقية عن المذاهب الدينية والأنظمة الميتافيزيقية والنظريات الأخلاقية، وجعلها قوة مستقلة في الحياة الشخصية والعلاقات الاجتماعية». انتقد أدلر أيضًا التشديد الديني على قانون الإيمان المسيحي بوجه خاص، معتقدًا أنه مصدر التعصب الطائفي. لذلك، حاول تقديم زمالة عالمية خالية من الطقوس والشعائر، لأولئك الذين كانوا، لولاها، مقسمين حسب العقائد. للأسباب نفسها، تبنت الحركة أيضًا موقفًا محايدًا بشأن المعتقدات الدينية، إذ لم تؤيد الإلحاد ولا الإيمان بالله ولا اللاأدرية ولا الربوبية.